# Seventh Son of a Seventh Son
Seventh Son of a Seventh Son werd uitgegeven op 11 april 1988 en was het zevende album van Iron Maiden. Het is het eerste en, tot nu toe, enige conceptalbum van Iron Maiden en het is gebaseerd op Seventh Son, een roman van Orson Scott Card.
Hoewel het album aanvankelijk zowel aanbeden (door de intelligente teksten en grote creativiteit) als verafschuwd (het werd door fans van het eerste uur als te gelikt en te mainstream ervaren) werd, is het achteraf een (creatief) hoogtepunt in het Iron Maiden oeuvre gebleken. Het was Adrian Smith's laatste studio-album totdat hij weer in 1999 terugkeerde in de band. Tevens was dit het tweede album dat de nummer 1-positie bereikte in het VK.

## Nummers
1. Moonchild (Smith, Dickinson) – 5:39
2. Infinite Dreams (Harris) – 6:09
3. Can I Play with Madness (Smith, Dickinson, Harris) – 3:31
4. The Evil That Men Do (Smith, Dickinson, Harris) – 4:34
5. Seventh Son of a Seventh Son (Harris) – 9:53
6. The Prophecy (Harris, Murray) – 5:05
7. The Clairvoyant (Harris) – 4:27
8. Only the Good Die Young (Harris) – 4:42

## Singles
- Can I Play With Madness 20 maart 1988
- The Evil That Men Do (1 augustus 1988)
- The Clairvoyant (LIVE) (7 november 1988)
- Infinite Dreams (LIVE) (6 november 1989)